# Lyapis Crew: TRUbjut
Lyapis Crew: TRUbjut (ros. Lyapis Crew: ТРУбьют) – seria trzech tribute albumów wydanych w 2014 roku, zawierających covery piosenek białoruskiego zespołu rockowego Lapis Trubieckoj.

## Historia projektu
24 lipca 2013 roku zespół Lapis Trubieckoj ogłosił rozpoczęcie na portalu crowdfundingowym Planeta.ru kampanii, której celem było zebranie 300 tys. rubli. Środki te miały umożliwić wydanie albumu kompilacyjnego z coverami piosenek zespołu. Ostatecznie do zakończenia kampanii w dniu 31 sierpnia 2014 roku (tego samego dnia Lapis Trubieckoj oficjalnie zakończył działalność) zebrano ponad 410 tys. rubli, a do udziału w projekcie zgłoszono ponad 170 coverów. Wśród uczestniczących wykonawców znalazły się zarówno znane, jak i początkujące zespoły i artyści, przede wszystkim z Białorusi, Rosji i Ukrainy. Ostatecznie została wydana seria trzech albumów zawierających łącznie 80 utworów w aranżacjach nawiązujących do różnych gatunków muzycznych, przy czym zgodnie ze słowami producenta Jauhiena Kałmykaua na pierwszej płycie przeważa stylistyka rockowa, na drugiej – ska-punkowa, a na trzeciej – punk-rockowa. 
Projekt promowała specjalna trasa koncertowa z udziałem niektórych zespołów, których wykonania zamieszczono na albumach Lyapis Crew: TRUbjut.

## Lyapis Crew: TRUbjut, vol. 1
Album ukazał się 15 lipca 2014 roku. Jego wariant na płycie CD zawierał 19 utworów, natomiast w wersji internetowej dostępnych było również 10 dodatkowych piosenek.

### Lista utworów
| CD  | CD                                       | CD                         | CD      |
| Nr  | Tytuł utworu                             | Oryginalna pisownia tytułu | Długość |
| --- | ---------------------------------------- | -------------------------- | ------- |
| 1.  | „Au” (Igruszki)                          | «Ау»                       | 3:16    |
| 2.  | „Był w Kierczi” (7000$)                  | «Был в Керчи»              | 3:18    |
| 3.  | „12 obiezjan” (Noize MC)                 | «12 обезьян»               | 2:43    |
| 4.  | „Obłaka” (901km)                         | «Облака»                   | 3:47    |
| 5.  | „Princessa” (Little Zoo)                 | «Принцесса»                | 2:32    |
| 6.  | „Ty kinuła” (Time2Begin)                 | «Ты кинула»                | 2:31    |
| 7.  | „Ogońki” (Pionierłagier' Pylnaja Raduga) | «Огоньки»                  | 4:15    |
| 8.  | „Sport proszoł” (Żniuw)                  | «Спорт прошёл»             | 2:50    |
| 9.  | „Mużcziny nie płaczut” (Rusted)          | «Мужчины не плачут»        | 4:00    |
| 10. | „Hraj” (Serhij Babkin)                   | «Грай»                     | 4:18    |
| 11. | „Das Kapital” (Johan Meijer)             |                            | 2:38    |
| 12. | „Żeleznyj” (So4 (Sulfat))                | «Железный»                 | 3:32    |
| 13. | „Poczemu lubow' uchodit” (Buzz Fiction)  | «Почему любовь уходит»     | 4:13    |
| 14. | „Skazoczka” (Delasi)                     | «Сказочка»                 | 3:58    |
| 15. | „Ty maja” (Oczeń wysokoje IQ)            | «Ты мая»                   | 4:30    |
| 16. | „Paragałaktika” (ТТ-34)                  | «Парагалактика»            | 4:12    |
| 17. | „Nafta” (Exist M)                        | «Нафта»                    | 3:09    |
| 18. | „Soczi” (Boombox & O.Torvald)            | «Сочи»                     | 4:38    |
| 19. | „Jewpatorija” (Basta)                    | «Евпатория»                | 5:22    |
|     |                                          |                            | 1:09:42 |

| Bonusowe utwory w internetowej wersji albumu | Bonusowe utwory w internetowej wersji albumu | Bonusowe utwory w internetowej wersji albumu | Bonusowe utwory w internetowej wersji albumu |
| Nr                                           | Tytuł utworu                                 | Oryginalna pisownia tytułu                   | Długość                                      |
| -------------------------------------------- | -------------------------------------------- | -------------------------------------------- | -------------------------------------------- |
| 1.                                           | „Gołubi” (Pani Chida)                        | «Голуби»                                     | 3:04                                         |
| 2.                                           | „Cmok dy aroł” (Coma Clura)                  | «Цмок ды арол»                               | 5:36                                         |
| 3.                                           | „Ogońki” (MoneyFest)                         | «Огоньки»                                    | 2:04                                         |
| 4.                                           | „Bieriozki” (Uzi)                            | «Берёзки»                                    | 4:55                                         |
| 5.                                           | „Jewpatorija” (TapOK)                        | «Евпатория»                                  | 4:40                                         |
| 6.                                           | „Hraj” (Worona)                              | «Грай»                                       | 4:33                                         |
| 7.                                           | „Princessa” (Amely Sky)                      | «Принцесса»                                  | 2:42                                         |
| 8.                                           | „Wierniś” (Kurt RoLL)                        | «Вернись»                                    | 4:06                                         |
| 9.                                           | „Ja wieriu” (Biespowodnoj kit)               | «Я верю»                                     | 4:56                                         |
| 10.                                          | „Bronienosiec” (Lazy Fingers)                | «Броненосец»                                 | 4:25                                         |
|                                              |                                              |                                              | 41:01                                        |

## Lyapis Crew: TRUbjut, vol. 2
Album ukazał się 18 sierpnia 2014 roku. Jego wariant na płycie CD zawierał 17 utworów, natomiast w wersji internetowej dostępnych było również 9 dodatkowych piosenek.

### Lista utworów
| CD  | CD                                                     | CD                           | CD      |
| Nr  | Tytuł utworu                                           | Oryginalna pisownia tytułu   | Długość |
| --- | ------------------------------------------------------ | ---------------------------- | ------- |
| 1.  | „Kapitał” (Dubioza kolektiv & Lapis Trubieckoj)        | «Капитал»                    | 3:08    |
| 2.  | „Kiercz-2” (Suspense Heroes Syndicate)                 | «Керчь-2»                    | 2:43    |
| 3.  | „Obłaka” (Dietskije Igry)                              | «Облака»                     | 4:17    |
| 4.  | „Łabuchi” (Czilintano)                                 | «Лабухи»                     | 2:58    |
| 5.  | „Les hirondelles (Łastoczki)” (Sieriebrianaja Svad'ba) | «Les hirondelles (Ласточки)» | 4:55    |
| 6.  | „Junost'” (J-J Bingz)                                  | «Юность»                     | 2:57    |
| 7.  | „Ty kinuła” (Braty Hadiukiny)                          | «Ти кинула»                  | 4:07    |
| 8.  | „W płatje biełom” (Elizium)                            | «В платье белом»             | 3:27    |
| 9.  | „NŁO” (Płanieta Utok)                                  | «НЛО»                        | 2:48    |
| 10. | „Rybka zołotaja” (The Benders)                         | «Рыбка золотая»              | 2:41    |
| 11. | „Sajany” (M.T.M.)                                      | «Саяны»                      | 3:36    |
| 12. | „Eta diewoczka” (Karł Chłamkin i OgnieOpasnOrkiestr)   | «Эта девочка»                | 3:39    |
| 13. | „Ramonki” (SKAmboDja)                                  | «Рамонкi»                    | 3:58    |
| 14. | „Nie dawaj” (Monkey Business)                          | «Не давай»                   | 3:15    |
| 15. | „Gołubi” (Aleksandr Muratowskij)                       | «Голуби»                     | 3:33    |
| 16. | „Ogońki” (Ska’N’Word)                                  | «Огоньки»                    | 2:15    |
| 17. | „Princessa” (La-Minor)                                 | «Принцесса»                  | 3:05    |
|     |                                                        |                              | 57:22   |

| Bonusowe utwory w internetowej wersji albumu | Bonusowe utwory w internetowej wersji albumu | Bonusowe utwory w internetowej wersji albumu | Bonusowe utwory w internetowej wersji albumu |
| Nr                                           | Tytuł utworu                                 | Oryginalna pisownia tytułu                   | Długość                                      |
| -------------------------------------------- | -------------------------------------------- | -------------------------------------------- | -------------------------------------------- |
| 1.                                           | „Zołotyje jajcy” (Kriessi)                   | «Золотые яйцы»                               | 2:30                                         |
| 2.                                           | „Jewpatorija” (The Dead President)           | «Евпатория»                                  | 3:39                                         |
| 3.                                           | „Soczi” (ValieDollz)                         | «Сочи»                                       | 3:02                                         |
| 4.                                           | „Niekrasawica” (Manifiest-inc)               | «Некрасавица»                                | 3:22                                         |
| 5.                                           | „Parieniok pod sledstwijem” (Parnas Dybom)   | «Паренёк под следствием»                     | 4:09                                         |
| 6.                                           | „Pastuszok” (Małysz & KarłsBierg)            | «Пастушок»                                   | 3:45                                         |
| 7.                                           | „Lepsz, czym u Paryży” (PunKrot)             | «Лепш, чым у Парыжы»                         | 2:50                                         |
| 8.                                           | „W płatje biełom” (Posle Wczieraszniego)     | «В платье белом»                             | 3:21                                         |
| 9.                                           | „Hraj” (So4 (Sulfat))                        | «Грай»                                       | 4:08                                         |
|                                              |                                              |                                              | 30:46                                        |

## Lyapis Crew: TRUbjut, vol. 3
Album ukazał się 29 listopada 2014 roku jako dwupłytowe wydawnictwo.

### Lista utworów
| CD 1 | CD 1                                                    | CD 1                       | CD 1    |
| Nr   | Tytuł utworu                                            | Oryginalna pisownia tytułu | Długość |
| ---- | ------------------------------------------------------- | -------------------------- | ------- |
| 1.   | „Zołotaja antiłopa” (Bliny)                             | «Золотая антилопа»         | 3:37    |
| 2.   | „Mużcziny nie płaczut” (Niedołżno!)                     | «Мужчины не плачут»        | 2:18    |
| 3.   | „Asia” (Lisze Wczora)                                   | «Ася»                      | 4:22    |
| 4.   | „W płatje biełom” (Korabli)                             | «В платье белом»           | 4:50    |
| 5.   | „Ramonki” (Tłuszcz)                                     | «Рамонкi»                  | 2:17    |
| 6.   | „Czertowki” (Funbox)                                    | «Чертовки»                 | 3:05    |
| 7.   | „Obłaka” (Merry-Go-Round)                               | «Облака»                   | 4:19    |
| 8.   | „Karusieli-mielnicy” (Tripsinowyj Pieriedoz)            | «Карусели-мельницы»        | 2:17    |
| 9.   | „Łuczsze, czem w Pariże” (Tank Pieriejechał Bojarskogo) | «Лучше, чем в Париже»      | 1:55    |
| 10.  | „Ty kinuła” (Rakiety Iz Rossii)                         | «Ты кинула»                | 2:03    |
| 11.  | „Kiercz” (Shambhala)                                    | «Керчь»                    | 3:39    |
| 12.  | „Chare” (Kirpiczi)                                      | «Харэ»                     | 2:00    |
| 13.  | „Ogońki” (Children Slyness)                             | «Огоньки»                  | 4:00    |
|      |                                                         |                            | 40:42   |

| CD 2 | CD 2                                             | CD 2                       | CD 2    |
| Nr   | Tytuł utworu                                     | Oryginalna pisownia tytułu | Długość |
| ---- | ------------------------------------------------ | -------------------------- | ------- |
| 1.   | „Łastoczka” (Trubetskoy)                         | «Ласточка»                 | 2:59    |
| 2.   | „Parieniok pod sledstwijem” (Abu-Kasymowi Kapci) | «Паренёк под следствием»   | 2:48    |
| 3.   | „Aby-czo” (NAIW)                                 | «Абы-чо»                   | 3:59    |
| 4.   | „Gołubi” (Daj Darogu!)                           | «Голуби»                   | 3:25    |
| 5.   | „Obłaka” (Taksi)                                 | «Облака»                   | 4:33    |
| 6.   | „Princessa” (Płojka)                             | «Принцесса»                | 1:56    |
| 7.   | „Ogońki” (Naprimier)                             | «Огоньки»                  | 2:56    |
| 8.   | „Au” (2.5.5.)                                    | «Ау»                       | 2:43    |
| 9.   | „Eta diewoczka” (Lisznij Powod)                  | «Эта девочка»              | 4:18    |
| 10.  | „Ty kinuła” (Wondertone Team)                    | «Ты кинула»                | 3:48    |
| 11.  | „Czotka nam u lesie” (Tlusta Lusta)              | «Чотка нам у лесе»         | 3:27    |
| 12.  | „Dikij kojot” (NOM)                              | «Дикий койот»              | 3:47    |
|      |                                                  |                            | 40:39   |